# Biokovos naturpark
Biokovos naturpark är ett naturreservat i Kroatien. Det ligger i den sydöstra delen av landet, 290 km söder om huvudstaden Zagreb. Biokovos naturpark ligger 1 357 meter över havet.